# François Ullens
Pour les articles homonymes, voir Ullens.
François-Gaspard Ullens, né le 7 avril 1788 à Anvers et mort le 24 juillet 1853, est un administrateur et homme politique belge. Ullens fut également "maître des pauvres" à Anvers.

## Biographie
François Ullens est le fils de Gaspar Michel Joseph Ullens et de Marie Thérèse Nieles.

## Mandats et fonctions
- Membre de la Chambre des représentants de Belgique par l'arrondissement d'Anvers : 1831-1842

## Sources
- DE PAEPE, RAINDORF-GERARD, Le Parlement belge 1831-1894. Données biographiques, Bruxelles, Commission de la biographie nationale, 1996, p. 547
- Dictionnaire universel et classique d'histoire et de géographie, Ve Parent et fils, 1862

- Ressource relative à plusieurs domaines :   - ODIS